# Parafia Niepokalanego Serca Najświętszej Maryi Panny w Jastrzębiu-Zdroju
Parafia pod wezwaniem Niepokalanego Serca Najświętszej Maryi Panny w Ruptawie – rzymskokatolicka parafia w dekanacie Jastrzębie-Zdrój w archidiecezji katowickiej. Funkcjonuje w Ruptawie, niegdyś wsi, od 1975 roku zaś sołectwie miasta Jastrzębie-Zdrój. Do parafii należy też Cisówka oraz ulica Borowa w Pielgrzymowicach.

## Na kartach historii
Ruptawa powstała jako wieś nowo ustrojowa około 1300 roku. Pierwszą o niej wzmiankę znajduje się w księdze uposażeń biskupa wrocławskiego, która została sporządzona w latach 1290-1305 i ujęto ją w Liber fundationis episcopatus Vratislaviensis. Parafia istniała we wsi od momentu jej założenia co potwierdza obszerne pole proboszczowskie, które było wydzielane w parafiach powstających od razu przy zakładaniu wsi. Od XVI w. do 1955 r. parafia należała do dekanatu wodzisławskiego.

## Kościoły parafialne
Pierwszym kościołem, o którym wspominają akta wizytacyjne (z lat 1652, 1679 i 1687), był drewniany kościół św. Bartłomieja z XVI wieku. Jednak podczas działań wojennych został on zniszczony w 40%, co przyczyniło się do podjęcia decyzji o budowie nowego kościoła. W związku z brakiem dodatkowych pieniędzy na remont starego zabytkowego kościoła – parafia bowiem wszystkie fundusze przekazywała na nową świątynię – został on przekazany parafii Podwyższenia Krzyża Świętego w Kaczycach w lipcu 1971 roku, gdzie odtworzono go jako kościół pw. Podwyższenia Krzyża Świętego.
Nowy murowany kościół wybudowano w latach 1947–1949. Budowniczym nowej świątyni był ks. Emanuel Płonka, projektantem zaś inż. Karol Tchórzewski – ówczesny kierownik wydziału budownictwa w Rybniku. Wykonawcą wystroju wnętrza kościoła w głównej mierze jest Henryk Burzec. Główny ołtarz, poświęcony 11 lutego 1951 r., przedstawia tajemnicę Niepokalanego Serca Maryi w połączeniu z ofiarą mszy świętej. Boczny ołtarz po stronie lekcji jest poświęcony ku czci Serca Jezusowego. Składa się on z 15 płaskorzeźb przedstawiających całe życie Pana Jezusa. Drugi boczny ołtarz został poświęcony św. Barbarze. Stacje drogi krzyżowej wykonane przez Henryka Burzca znajdują się na ścianach bocznego krzyża kościoła. Stacje drogi krzyżowej w bocznych nawach świątyni oraz chrzcielnicę wykonał Samek, a rzeźby na ambonę Masorz z Rybnika. Obecnie kościół jest po remoncie obejmującym: malowanie wnętrza, instalacja ogrzewania podłogowego, odnowienie elewacji zewnętrznej oraz wymiana ołtarza.
28 sierpnia 1949 roku ks. biskup Stanisław Adamski dokonał poświęcenia nowego kościoła w Ruptawie. Świątyni jak i parafii nadano wezwanie Niepokalanego Serca NMP.

## Związki kościelne
Aktualnie w parafii działa: grupa ministrantów, Dzieci Maryi, Legion Maryi, Żywy Różaniec oraz chór parafialny „Belcanto”. Kronika parafialna prowadzona jest od 1652 roku.

## Proboszczowie
- ks. Józef Czernik (1916-1925)
- ks. Karol Długaj (1925-1927)
- ks. Józef Kulig (1927-1940)
- ks. Emanuel Płonka administrator (1940-1957), proboszcz (1957-1972)
- ks. Wilhelm Słomka (1972-1981)
- ks. Eligiusz Woszek adiutor (1980), proboszcz (1981-1987)
- ks. Alfred Chromik (1987-1994)
- ks. Henryk Pietrasz administrator (194-1996), proboszcz (1996-2004)
- ks. Bogusław Zalewski (2004-nadal)